# Борищево
Борищево — село в Перемышльском районе Калужской области.
Административный центр сельcкого поселения «Село Борищево».

## География
Село расположено на берегу ручья Кванка, приток реки Высса. В 15 км от села Перемышль, в 5,5 км от села Воротынск, в 20 км от города Калуги. Рядом с автодорогой М-3 «Украина — Перемышль» (4,24 км), от которой в село имеется щебневое ответвление.
В селе 2 пруда, яблоневые сады, приусадебные участки местных жителей. Пашенная земля иловатая. Крупные леса отсутствуют.
Недалеко от села находится родник, под местным названием «Гремячий колодец», вода в котором богата минералами. Родник освящён, и на Крещение местные жители устраивают там купания.
Климат умеренно континентальный с четко выраженными сезонами года. Самый холодный месяц года — январь, с температурой воздуха −8,9°—-10°. Июль — самый теплый месяц года.
По количеству выпадающих осадков относится к зоне достаточного увлажнения. Среднее за год 654 мм; в том числе за теплый период года 441 мм, за холодный период года 213 мм. Суточный максимум 89 мм. В годовом ходе месячных сумм осадков максимум наблюдается в июле, минимум — в марте. Обычно две трети осадков выпадает в теплый период года (апрель — октябрь) в виде дождя, одна треть — зимой в виде снега. Число дней с относительной влажностью воздуха 80 % и более за год составляет 125—133.
Ветровой режим характеризуется преобладанием в течение года потоков западного и юго-западного направления. В зимний период преобладают ветры южного и юго-западного направлений, в летний — северные, северо-восточные и северо-западные.

## История
В разное время владельцами села Борищево были:
До 1711 года селом владели Челюсткины (Челюскины).
В 1782 году село находилось в совместном владении Петра Александровича Челюскина, Варвары Алексеевны Зюзиной, дворян Полонского и Казаринова.
До 1842 года частью села владел Алексей Васильевич Куликов, которую у него купил капитан Васильев Григорий Васильевич.
В 1850 году части села находились во владении титулярной советницы Марьи Кузминичны Щеголёвой, коллежского советника Николая Ивановича Хлюстина, калужской мещанки Марьи Агафоновны Федосовой, наследников подпоручика Александра Петровича Челюскина, вольноотпушенного крестьянина Г. Жеребцова, капитана Григория Васильевича Васильева.
С середины 1850-х одна из владельцев села Александра Николаевна Воейкова.
До 1917 года в селе были владения Щеголевых, Подпоручика Павла Козлянинова, купца Якова Петрова.
В Борищеве находилось имение Челюскиных. Самый знаменитый представитель рода — Семён Иванович Челюскин — полярный исследователь.
О Борищеве, как родовом имении Челюскиных долгое время напоминал большой надгробный куб из черного камня с выбитой надписью. В 1980-е годы куб был передан в Перемышльский краеведческий музей.
До сих пор на месте усадьбы, утраченной в Гражданскую, растёт сад. Также прошлое отразилось в названии приусадебного пруда — Княжий пруд.
Церковь была закрыта в годы борьбы с поповским мракобесием. В ней находился совхозный склад, который сгорел во время пожара.
С 1863 года село Борищево входило в Заборовскую волость Перемышльского уезда. В селе имелись земская школа и церковь Святителя Николая.
В 1918 году образован Борищевский сельсовет, в который входили следующие населенные пункты: Борищево, Садки, Орля, Абалдуевка, Молоченки, Быково, Глагазино, Поветкино, Заря.
1929 году в селе образован колхоз «Победа», в 1930 году колхоз распался, но в следующем — восстановлен. До ликвидации волостей село находилось в составе Воротынской волости.
30 сентября 1954 года был организован совхоз «Борищевский» на базе колхоза «Победа». 10 октября создано отделение № 1 — «Центральное» в селе Борищево с включением деревень Быково и Молоченки. По 1959 год совхоз подчинялся Калужскому областному управлению совхозов. Первым директором был назначен главный агроном Перемышльского района Михаил Васильевич Докучаев.
В 1960 году совхоз передан в ведение Калужской государственной опытной станции и переименован в «Борищевское опытно-производственное хозяйство». В 1965 году хозяйство передано в Калужский трест «Садоводство», преобразованный через десять лет в трест «Плодопром».
В 1978 году совхоз находился под руководством областного объединения «Калугасортсемпром».
В декабре 1982 году совхоз был включен в состав Перемышльского РАПО (районное агропромышленное объединение).
С сентября 2014 года в целях оптимизации учебных заведений, основная общеобразовательная школа в Борищево была закрыта, а детей на школьном автобусе доставляют на обучение в Перемышльскую среднюю школу. В селе работают сельский клуб, почта, медпункт, имеется 2 магазина. В октябре 2013 года около магазина установлена уличная библиотека.

## Население
| 1995 | 1996 | 1997 | 1998 | 1999 | 2000 | 2001 | 2002 | 2003 | 2004 | 2005 | 2006 | 2010 |
| ---- | ---- | ---- | ---- | ---- | ---- | ---- | ---- | ---- | ---- | ---- | ---- | ---- |
| 277  | 286  | 270  | 251  | 255  | 255  | 269  | 272  | 252  | 251  | 255  | 240  | 240  |

## Экономика
- Борищевский ФАП
- Отделение связи
- Общество с ограниченной ответственностью «Рыбное хозяйство „Орля“»
- Общество с ограниченной ответственностью «Моска»
- КФХ «Мегнис В. З.»
- ИП Володина О. Н. Торговля
- ИП Шелемех Д. Торговля[6]

На территории села находится СПК «Борищево».
По данным инвентаризации земель сельскохозяйственного назначения общая площадь хозяйства составляет 5067,93 га (посчитано средствами MapInfo). Земли коллективно-долевой собственности составляют 1053,91 га, в бессрочном пользовании находятся 60,47 га земель. Результаты инвентаризации показали, что произошло уменьшение пашни в связи с зарастанием данного вида угодий и перевода в залежь залесенную — 739,22 га пашни не обрабатывается на протяжении нескольких лет и переведены в залежь чистую.
Экспликация земель и распределение их по формам собственности, категориям, угодьям использователям по состоянию на 1 января 2005 года
СПК «Борищево»: Общая площадь — 5068 га; Всего с/х угодий — 3588 га; Пашня — 2072 га; Залежь — 1111 га; Кормовые угодья — 406 га; Лес- 442 га; Кустарники защитного значения — 6 га; Под водой — 7 га; Земли застройки — 6 га; Под дорогами — 17 га; Болота — 5 га; Прочие- 22 га.
Кадастровая оценка земель сельскохозяйственного назначения — 20109 руб/га, что выше среднерайонной на 64 %; оценка сельскохозяйственных угодий — 20460 руб/га, что выше среднезональной оценки на 49 %.
Водоснабжение
Водовода нет, имеется только магистральный (поселковый) водопровод протяжённостью 3.9 км, износ которого 50 %
Количество жилых домов — 118, площадью 6490 м².

## Транспорт
Рейсовый автобус «Перемышль-Борищево», маршрут протяжённостью 18 км, 144 рейсов в год.